# Запорожець за Дунаєм

Іван Карась («Запорожець за Дунаєм», фільм В. Лапокниша 1953 р.)

«Запорожець за Дунаєм» — опера на 3 дії українського композитора Семена Гулака-Артемовського, що була першим твором цього жанру на лібрето українською мовою на території підросійської України. Прем'єра відбулась у Петербурзі 14 квітня 1863 року.

Іван Карась з жінкою («Запорожець за Дунаєм», фільм В. Лапокниша 1953 р.)

## Дійові особи
| - Карась (баритон, за сценічною практикою бас) - Одарка (сопрано, за сценічною практикою мецо-сопрано) - Оксана (меццо-сопрано, за сценічною практикою, сопрано) - Андрій (тенор) | - Султан (баритон, або бас) - Імам (бас) - Селіх-ага (тенор, без співу) - Гасан (хлопчик — служник, без співу) |

## Задум
Думка про створення української опери сформувалася у Семена Гулака-Артемовського у зв'язку з новими завданнями для українського мистецтва, що висунув народ у ці роки, і його загальним прагненням до створення національної культури на народній основі. Кристалізації цього задуму сприяли зв'язки композитора з передовими петербурзькими українськими гуртками й особливо довголітні дружні зв'язки з Тарасом Шевченком та відомим істориком Миколою Костомаровим. Варто зазначити, що й сам Гулак-Артемовський на цей час вже деякий час був солістом Маріїнського театру у Петербурзі та був автором водевілів «Українське весілля» та «Ніч напередодні Іванового дня», де він є, як і в «Запорожці за Дунаєм» автором і слів і музики.
Добираючи сюжет, Гулак-Артемовський намагався насамперед вивести на сцену театру рідні йому образи представників українського народу, побут народу і його пісню, привернути до них увагу слухача. Сюжет відсилає до часів, коли після знищення Запорізької Січі російськими військами (1775) частина запорожців втекла до Османської імперії. Османський уряд намагався використати козаків як воєнну силу, в тому числі і проти російських військ. У 1828 р., під час російсько-турецької війни, частина запорожців, на чолі з отаманом Йосипом Гладким, повернулася в Російську імперію, після чого Задунайська Січ була знищена. Повз увагу української спільноти не могли також пройти звитяги козацьких підрозділів турецького війська, очолених Михайлом Чайковським. Ці події, безсумнівно, послужили джерелом задуму, але автор опери вільно їх переосмислив і переніс у XVIII ст. Лише віддалено, як відгомін, відображені в опері спогади про знищення Потьомкіним козацької вільності. Зміст опери не в цих трагічних спогадах, а в ідеї любові до Батьківщини, жагучому прагненні запорожців повернутися в Україну.

## Постановки

Оксана і Андрій («Запорожець за Дунаєм», фільм В. Лапокниша 1953 р.)

Прем'єра опери відбулася у Маріїнському театрі в Петербурзі 14 квітня 1863 року, а в 1864-65 ставилася в Москві в Великому театрі і мала значний успіх. У обох виставах роль Карася виконував автор, перший виконавець партії Андрія — Павло Дюжиков. Однак незабаром після прем'єри імператорський уряд, наляканий польським повстанням 1863 р., почав репресії проти проявів національних культур народів, що входили до складу Російської імперії, усюди вбачаючи тенденції «сепаратизму». Цензурна заборона стосувалась і розвитку української драматургії й театру. Якщо не брати до уваги окремих аматорських вистав, «Запорожець за Дунаєм» був поставлений вперше після 1863 року українською трупою 11 липня 1884 р. у Ростові-на-Дону.
Відновлення сценічного життя опери припадає на радянські часи. Опера була поставлена в Київській (з 1934), Харківській (1926, 1938) та Дніпропетровській (1940) операх, а також у театрах, Куйбишева (1939, 1953), Горького (1939), Алма-Ати (1941), Свердловська (нині Єкатеринбург) (1942), Фрунзе (нині Бішкек) (1944), Баку (1944), Кишиніва (1946), Новосибірська (1946, 1954), Мінська (1951), Душанбе (1953), Таллінна (1954), Улан-Уде (1954), Вільнюса (1955) й інших міст. У 1934—1935 роках композитор Володимир Йориш намагався розширити оперу, ввівши нові номери, зокрема діалог султана і Карася, проте ці зміни виявилися далекими від духу опери і сьогодні у сценічній практиці не використовуються.
На сьогодні «Запорожець за Дунаєм» залишається однією з найпопулярніших українських опер, що ставиться в оперних театрах України та за кордоном.
28 лютого 2015 Національна опера України представила нову музично-сценічну версію перлини української класики — оперу Семена Гулака-Артемовського «Запорожець за Дунаєм». Нинішня редакція опери створена художнім керівником театру — композитором Мирославом Скориком (музична редакція) та головним режисером театру Анатолієм Солов'яненком (сценічна версія). Спеціально для вистави створено понад 250 костюмів (Марія Левитська), майже 3000 квадратних метрів живопису.
Мирослав Скорик створив нову увертюру, яка з перших акордів задає динаміку подальшої сценічної дії. Нова постановка складається з двох дій, наповнених гумором, народними обрядами, фольклором, яскравими танцями, а головне — любов'ю до рідної України. Сценічне дійство збагачено рядом хореографічних композицій. Хормейстер-постановник — Богдан Пліш. Диригент-постановник — Микола Дядюра.

## Сюжет

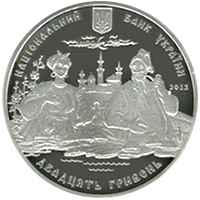
Забраженя Одарки та Івана Карася на реверсі срібної ювілейної монети НБУ До 200-річчя С. Гулака-Артемовського

Дія відбувається в османських володіннях (Задунайська Січ) наприкінці XVIII — на початку XIX сторіччя. Увертюра до опери написана в традиціях української народно-пісенної мелодики: в ній по черзі звучать теми головних персонажів опери — Одарки, Оксани, Андрія та Івана Карася.

### Дія перша
Нелегко живеться простим українцям на чужині, під владою османського султана. Біля хати запорожця Карася його названа дочка Оксана сумує за своїм коханим, козаком Андрієм (арія «Місяцю ясний, зорі прекрасні»). Вона мріє перелетіти разом з милим до рідних дніпровських берегів, жити з ним в одному гніздечку, на батьківщині. Хлопці й дівчата, що, як і Оксана, тужать на чужині, утішають дівчину й ідуть разом з нею на роботу в поле (хор «Рідний край ми споминаєм…»). Добряче підхмелений Карась не без підстав побоюється зустрічі зі своєю сварливою дружиною Одаркою (каватина «Ой, щось дуже загулявся»). Але уникнути неприємної розмови йому не вдається. Одарка обсипає чоловіка лайкою (дует «Відкіля це ти узявся…»). Карась пускається на різні вигадки: запевняє, що занедужав у дорозі, сьорбнув горя й мало-мало не помер. Однак під напором наполегливої дружини він проговорюється, що провів дві ночі у небоги. Це остаточно виводить із себе ревниву Одарку, і сварка набуває загрозливого характеру.

### Дія друга
Неспокійно на душі в османського султана. Не впевнений він у своїх підданих — запорожцях, у яких є всі підстави не любити султана (арія «Відрадно серцю тут без краю»). Він вирішив ближче познайомитися з життям і настроями запорожців. Це привело його в селище, до хати Карася, де він розраховує бути невпізнаним. Карась добряче здивувався, побачивши в себе надворі незнайомого османа. Запорожець висловлює припущення, що незнайомець прибув на магометанське свято байрам, на якому, як говорять, буде присутній сам султан. Гість не заперечує цього й навіть пропонує Карасеві познайомити його із султаном. Карась улещений. Таку подію не можна залишити невідзначеною, і Карась пропонує незнайомцеві розпити з ним пляшку горілки. Коли Карась іде в хату за частуванням, султан викликає свого царедворця Селіх-Агу, й наказує йому доставити запорожця в палац на свято. Карась очам своїм не вірить, побачивши біля хати замість тільки що залишеного гостя іншого, багато одягненого османа. Коли ж Карась убирається в османський одяг, Селіх-Ага пропонує йому змінити й ім'я — називатися не Іваном, а Урханом. Досхочу намилувавшись собою в новій ролі «турка» (арія «Тепер я турок, не козак»), Карась, у супроводі муринятка Гасана, прямує до палацу османського султана на свято.
Хлопці й дівчата веселяться після трудового дня. З них не зводить очей османська варта. Оксана співає пісню "Прилинь, прилинь" (вставний твір, який дописав до опери композитор Олександр Горілий). Оксана й Андрій, зустрівшись після довгої розлуки (арія Оксани «Янгол ночі над землею…», дует «Хмарой чорною діброва…»), вирішують негайно здійснити свій план — переплисти через Дунай і втекти на Батьківщину. Обставини здаються їм сприятливими: ніч темна, човник давно приготований. Але як тільки Оксана й Андрій відпливають від берега, їх помічає османська варта, і озброєні стражники кидаються в погоню за втікачами.

### Дія третя
Хата Карася. Чекаючи на чоловіка, Одарка співає пісню про свої дівочі літа (пісня «Ой казала мені мати…»). Повернувшись додому з палацу, Карась продовжує вдавати османа. Приголомшеній Одарці він повідомляє, що тепер його ім'я — Урхан, що йому незабаром потрібно йти до мечеті молитися Аллахові й що він збирається женитися з трьома туркенями (дует «На туркенях оженюся…»). Здивована дружина спершу думає, що Карась з перепою говорить нісенітниці, але що ж тоді означає османський одяг? Гіркі скарги Одарки на свою долю перериває прихід османського імама Ібрагіма-Алі на чолі загону, з пійманими Андрієм й Оксаною. Зібравши всіх запорожців селища (хор «Нас сьогодні сповістили…»), імам оголошує наказ про те, що султан дозволяє всім, хто цього хоче, без перешкод покинути його володіння й повернутися в Україну (монолог «Смирно слухать, не збивать…»). Радісні, схвильовані запорожці, серед яких Оксана й Андрій, розпитують Карася про його відвідування палацу. Причина настільки незвичайної «доброти» султана стає зрозумілою — султан побоюється спалаху всенародного повстання і тому вирішив добровільно повернути волю вільнолюбному українському козацтву.
Всенародна радість, патріотична пісня Андрія («Блаженний день, блаженний час»), хвацький народний гопак і, нарешті, урочистий фінальний хор («Там, за тихим за Дунаєм»).

## Екранізації
- Фільми, створені за мотивами опери:
- Запорожець за Дунаєм (фільм, 1937) — фільм українського режисера Івана Кавалерідзе. В ролі Івана Карася Степан Шкурат.
- Запорожець за Дунаєм (фільм, 1939) — фільм українсько-американського режисера Василя Авраменка. В ролі Івана Карася Михайло Швець.
- Запорожець за Дунаєм (фільм, 1953) — фільм українського режисера Василя Лапокниша. В ролі Івана Карася Іван Паторжинський.
- Запорожець за Дунаєм (фільм, 1986) — фільм українського режисера Юрія Суярка. В ролі Івана Карася Федір Стригун.
- Запорожець за Дунаєм (фільм, 2007) — фільм українського режисера Миколи Засєєва-Руденка. В ролі Івана Карася Богдан Бенюк.[3]